# 月山志津温泉
月山志津温泉（がっさんしづおんせん）は、山形県西川町にある温泉郷である。

## 泉質
- ナトリウム-塩化物泉

## 地理
日本有数の豪雪地帯（特別豪雪地帯）である西川町の中心部（西川町役場）から更に山間部に直線距離で15km、道路距離で20km程度離れた山奥に当地がある。冬季の積雪量は4 mを超える。月山朝日観光協会の公式サイトによると、「月山・志津エリア」で15軒の宿泊施設がある（温泉を引いていない旅館を含む。2019年1月時点）。過去には8メートルの積雪も観測した。宿泊客でなくても、日帰り入浴できる温泉旅館もある。

## 歴史
志津地区は元々、日本海に面する庄内地方と村山地方（山形県内陸部）を結ぶ六十里越街道（後の国道112号）が通り、出羽三山と往来する行者や参詣者に使われた。江戸時代初期の1611年（慶長16年）に山形藩主の最上義光が、追い剥ぎから旅人を守るため口留番所を設け、宿坊が並ぶ宿場町となった。
昭和に入り、月山道路など道路が整備されて以降、宿場町としては機能が薄れていった。それでも春から秋までは、月山の自然や月山スキー場の夏スキーなどを楽しむ多くの客が訪れてはいた。冬となると豪雪により志津から先の月山・鶴岡方面（鶴岡方面は国道112号の旧道）には行くことが出来ず、旅館として営業はしていたものの、春の月山スキー場オープンまでは客足は全く途絶え、開店休業状態となっていたという。転機となったのは、1989年（平成元年）の温泉湧出であった。
温泉街に衣替えしても冬場の集客は低調だったが、豪雪の調査に訪れた東北芸術工科大学教授の松本年史と話すうち、月山志津温泉旅館組合が、大量の雪を使って、江戸時代の旅籠を立体的に再現し、夜間はライトアップすることを発案。残されていた古写真などを参考に、2006年（平成18年）に始めたのが「雪旅籠の灯り」である。見物だけでなく、ワインなどが味わえるアイスバー開設やオカリナの演奏会などもあり、2月下旬～3月上旬にかけての名物行事となっている。観光客誘致だけでなく、豪雪地帯で暮らしてきた住民に誇り、自信を持ってもらう目的も兼ねている。

## アクセス
- 山形自動車道・月山インターチェンジより約10分。
- 山形駅から高速バスに乗車、西川バスストップから西川町路線バスに乗り換えて約40分。
- 山形駅から高速バスに乗車し、月山口バス停で下車。宿泊施設のシャトルバスに乗り換え。
- 山形空港から車で60分。